# René Mailhes
René Mailhes (* 1935; † 15. Dezember 2022) war ein französischer Gitarrist des Gypsy-Jazz und des Modern Jazz.

## Leben
René Mailhes stammt aus einer musikalischen Familie. Sein Vater Fillou Mailhes gehört zum Calé-Clan der Malha; seine Mutter, Marie Ferret, war Sängerin und die Schwester von René „Challin“ Ferret; zu ihrer Familie gehören auch „Baro“, Sarane und „Matelo“ Ferret. Erst mit fünfzehn Jahren begann er autodidaktisch mit dem Gitarrenspiel und entdeckte schon früh für sich den Jazz über die Schallplatten seines Bruders. René hatte auch Unterricht bei seinem Onkel Challin Ferret, lernte aber auch von seinen Verwandten Poulette Castro und Gusti Malha. 1954 sah er ein Konzert des belgischen Gitarristen René Thomas, was ihn ermutigte, Berufsmusiker zu werden. Seit 1960 begann er als Vollzeitmusiker zu arbeiten, u. a. mit Auftritten im Pariser Jazzclub Saint-Germain de Pres und begleitete Sarane Ferret auf einer Deutschlandtournee; er war auch bei Baro Ferret engagiert. Gemeinsam mit seinem Cousin Laro Castro (* 1937), der nie professionell als Musiker tätig war, konnte er an der Integration des Bebop in den Jazz Manouche arbeiten. Auch spielte er von 1961 bis 1963 (gemeinsam mit Babik Reinhardt) Rock ’n’ Roll bei Glen Jack and his Glenners; auch begleitete er den Rocksänger Teddy Raye. Später war er im Hauptberuf zeitweise bei der französischen Eisenbahn beschäftigt, um Frau und Kinder zu versorgen.
Von seiner Familie her in der gleichen Tradition wie Django Reinhardt stehend, beschäftigte sich Mailhes seitdem auch mit den Einflüssen amerikanischer Gitarristen wie Barney Kessel, Jimmy Raney, Jim Hall und Kenny Burrell; 1962 jammte er mit Jimmy Rainey, was sein Interesse am Modern Jazz festigte. 1983 trat er beim Festival Django Reinhardt in Samois-sur-Seine mit Michel Graillier, Alby Cullaz und Aldo Romano auf.
Erst 1995 konnte er sein erstes Album aufnehmen. Er tritt mit einem Quartett, bestehend aus dem Bassisten Dominique Lemerle, dem Pianisten und Organisten Patrice Galas und der Sängerin Gilda Solve auf. Auch arbeitete er im Duo mit dem Pianisten Siegfried Kessler.

## Diskographische Hinweise
- Gopaliné (1995, mit Patrice Gallas, Philippe Combelle)
- Gitrane (1998, mit Philippe Combelle, Dominique Lemierle, Idrissa Diop)
- Carrément (mit Henri Chenuet, Roger Guérin, Patrice Galas; 2005)
- Chtildo (2007–2008, mit Dominique Lemerle, Patrice Galas, Gilda Solve)